# Vrads Vandtårn
Vrads Vandtårn er et vandtårn beliggende i Vrads. Tårnet indgår stadig i vandforsyningen og tilhører Vrads Ny Vandværk. Vandet går gennem to filtre før det via vandtårnet løber ud til forbrugerne.